# Christian P. Mathiesen

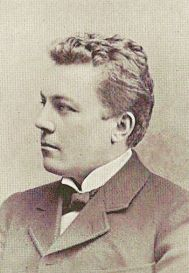
Christian P. Mathiesen.

Christian Pierre Mathiesen, född den 14 april 1870, död 1953, var en norsk politiker. Han var son till Haaken C. Mathiesen.
Mathiesen blev student 1888 och köpte 1893 Linderud, som han gjorde till en mönstergård. Han var stortingsman 1900-03, gjorde sig bemärkt som en av högerns mest lovande yngre krafter och var 22 oktober 1903-26 september 1904 chef för jordbruksdepartementet i Hagerups ministär. Efter sin avgång vägrade han att ta emot återval till stortinget och deltog sedan inte aktivt i politiken.